# Arnold Kruiswijk
Arnold Kruiswijk (2. november 1984 i Groningen) er en hollandsk tidligere professionel fodboldspiller, der spillede som venstre back for flere forskellige hollandske klubber. 